# Landsmeer
Landsmeer est une commune néerlandaise située en province de Hollande-Septentrionale, dans la région naturelle du Waterland. Outre le village de Landsmeer d'après lequel elle est nommée, elle couvre Den Ilp et Purmerland. En 2021, elle compte 11 568 habitants. Landsmeer est membre de la communauté de communes Stadsregio Amsterdam regroupant quinze communes autour de d'Amsterdam.

## Géographie
La commune est bordée par Wormerland au nord-ouest, Purmerend au nord-est, Waterland à l'ouest, Amsterdam au sud et Oostzaan à l'ouest.

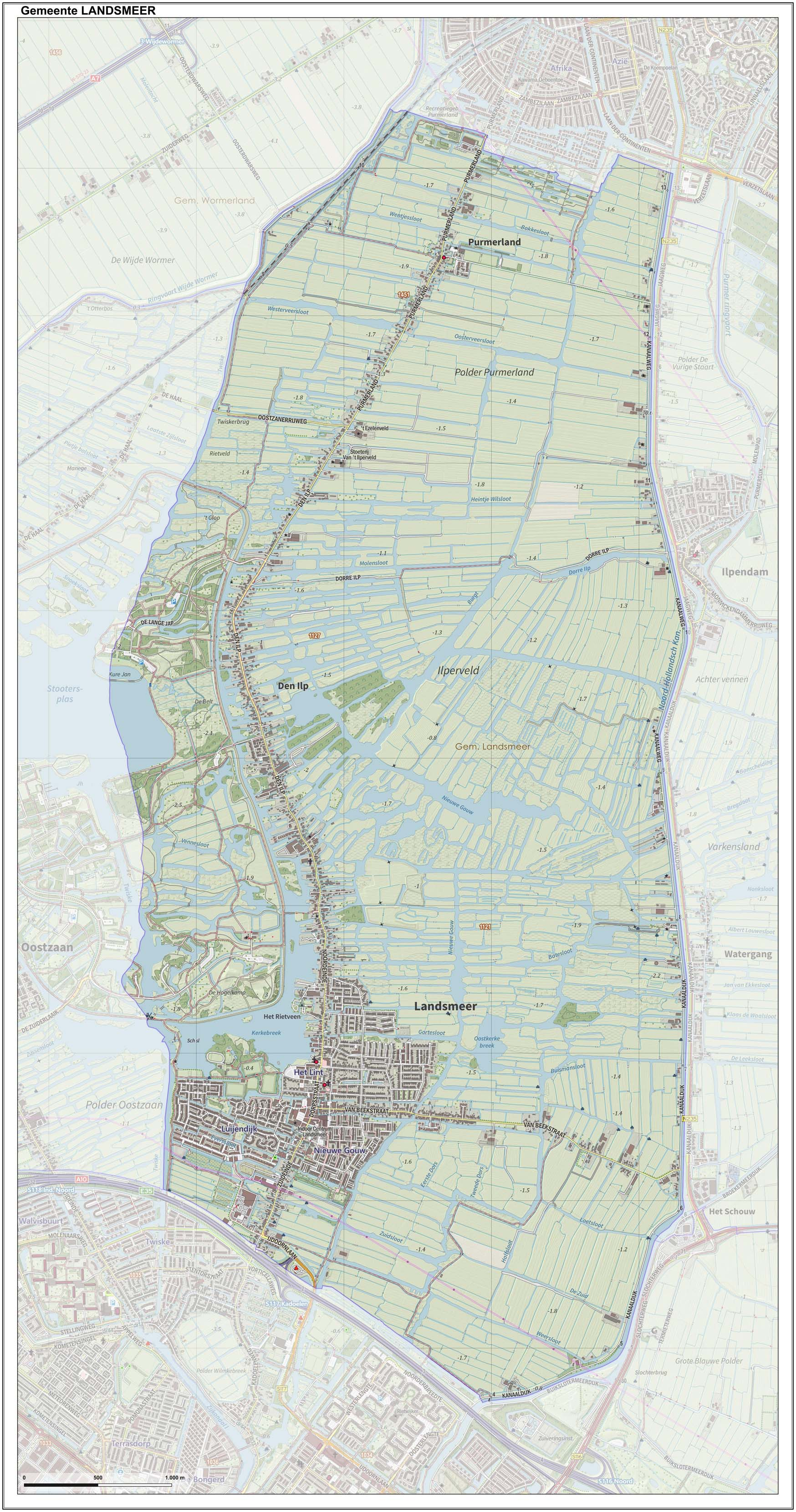
Carte de la commune (2020).
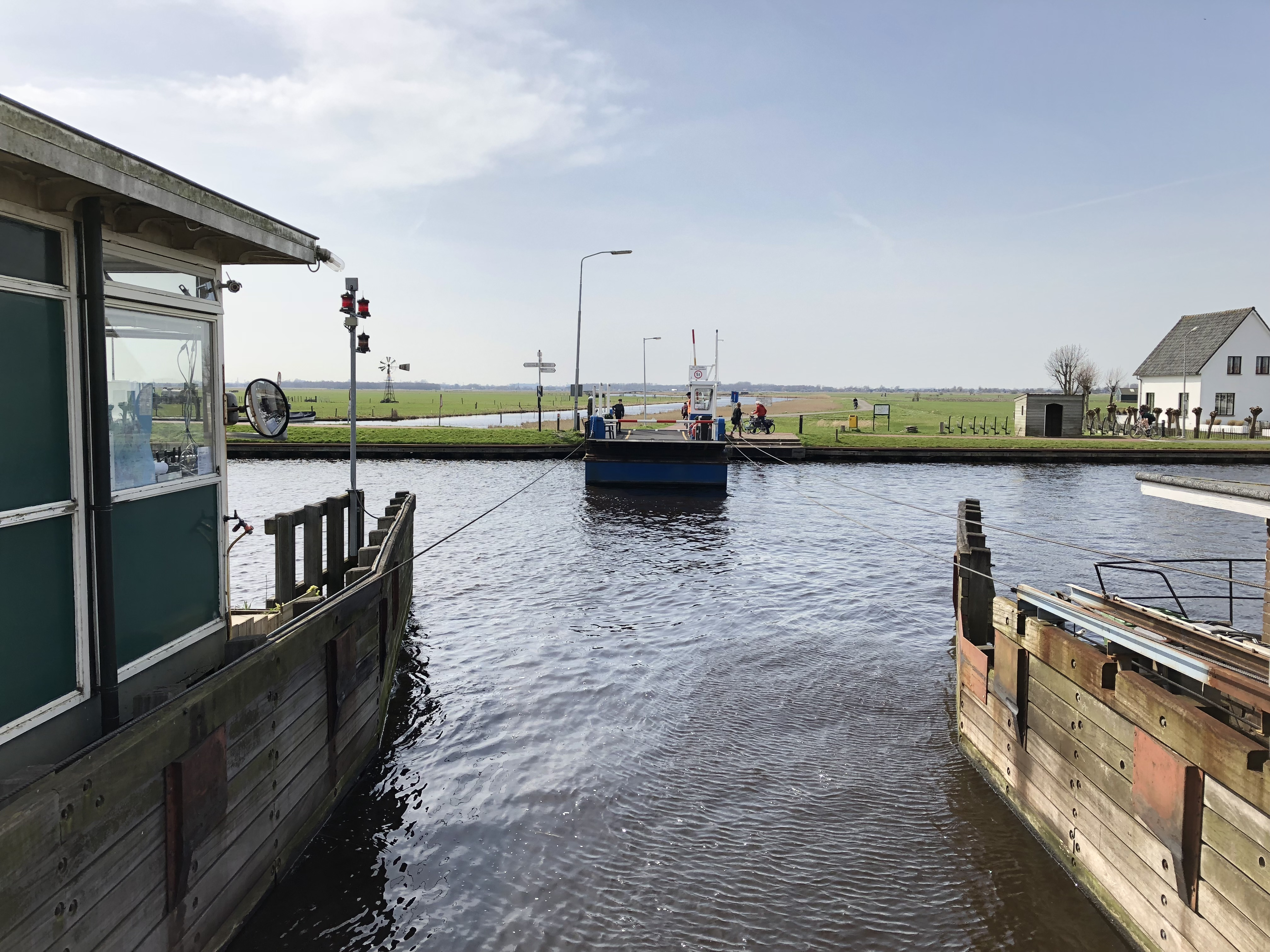
Ferry entre Ilpendam et Landsmeer.
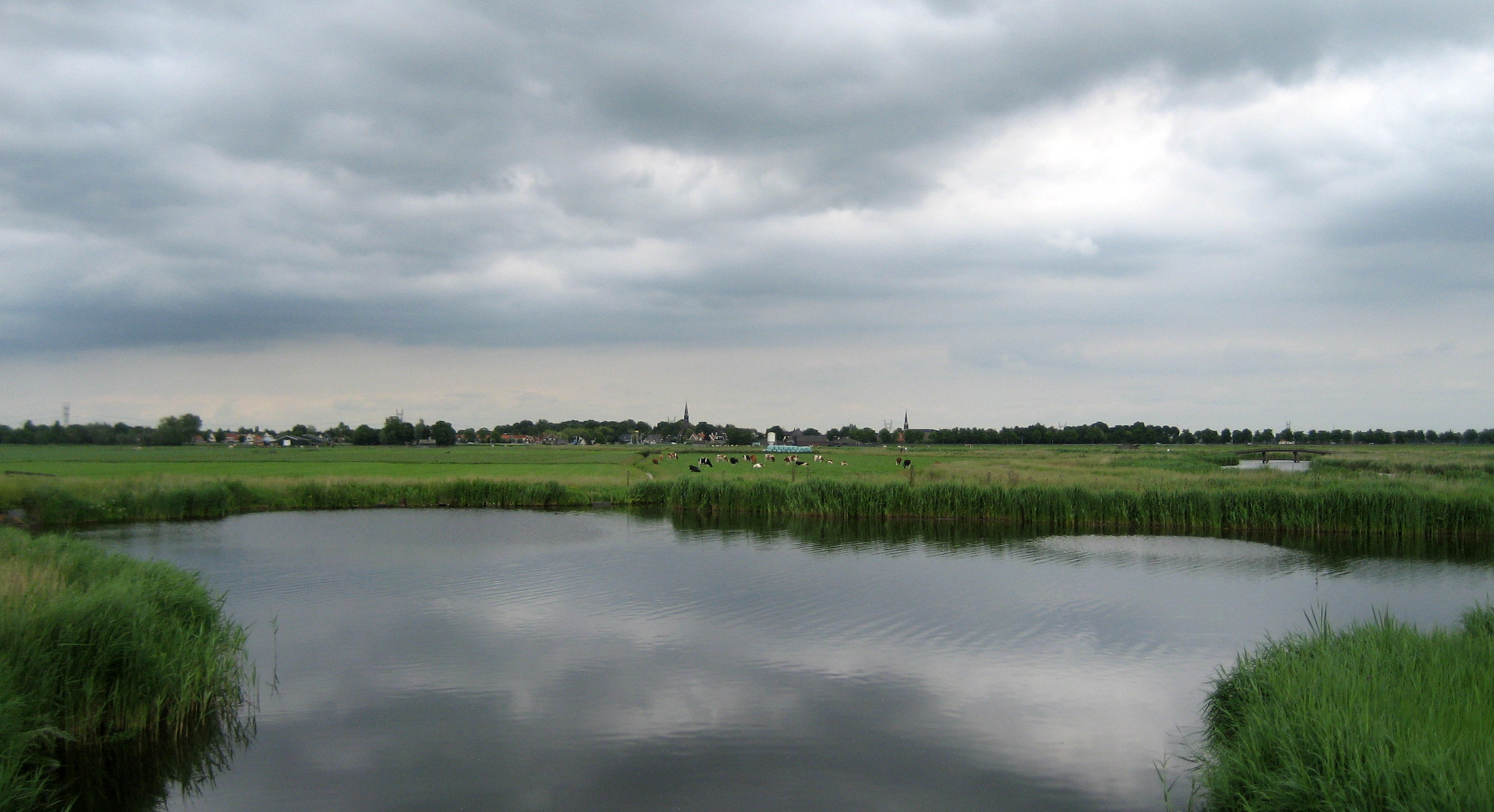
Lieu-dit d'Ilperveld avec Ilpendam au loin.